# Flora de Bolivia

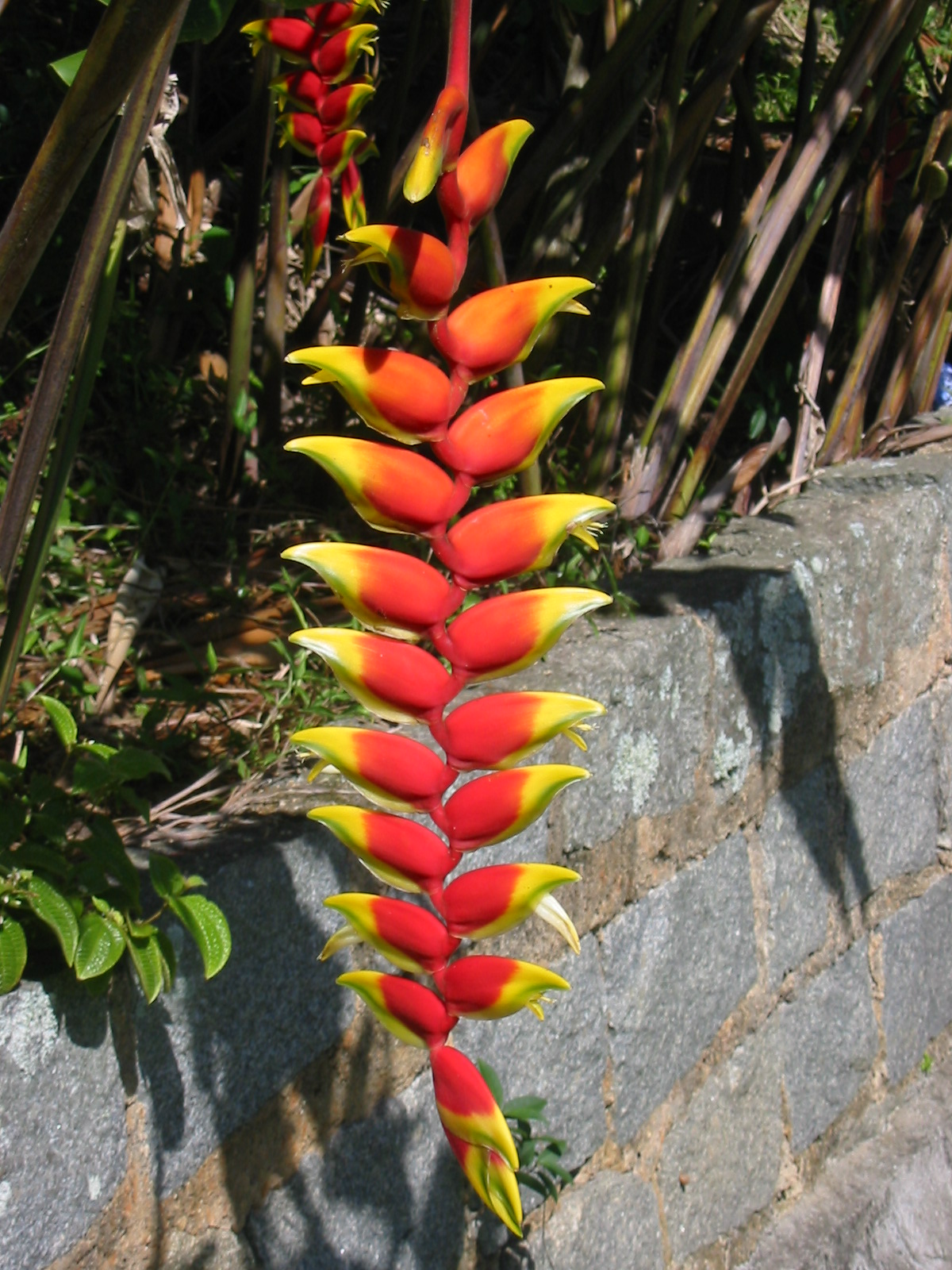
Patuju Bandera, flor nacional de Bolivia.

Dependiendo de las condiciones climáticas de humedad y suelo, la flora de Bolivia puede agruparse en ocho provincias: Hylea Amazónica, Praderas Benianas, Yungas, Sabanas Orientales, Parque Chaqueño, Estepa Valluna, Frente Subandino, Altiplano.
- Hylea Amazónica: ocupa el departamento de Pando y el norte del Beni, lenguas de esta formación avanza hacia el sur hasta el Chapare y el Yapacaní, y a lo largo del Itenez. Está constituida por un bosque alto que cubre alrededor de 300.000 km² de la superficie total del país. Se calcula que existen cien variedades de árboles maderables como la mara, palo maría, ochoo, balsa, catorce clases de palmeras como por ejemplo la palma real y el motacú y once variedades de árboles resinosos caucho y castaña principalmente.

- Praderas Benianas: por la impermeabilidad del suelo no se ha desarrollado bosque alto, pues las raíces no penetran más allá de medio metro. Hay gran variedad de pastos y gramíneas nativas. Los árboles típicos son la palmera real, el motacú, el totaí, el tajibo, el tukesis, también encontramos cactáceas y arbustos espinosos. Además tenemos dos plantas alimenticias autóctonas, Cacao y Banano.

- Yungas: la vegetación varía de acuerdo a la altura. En el yunga alto encontramos bosques de kehuiña y arbustos. En el yunga medio tenemos especialmente helechos y orquídeas. En el yunga verdadero aparecen las palmeras y hay gran variedad de plantas nativas, domesticadas: coca, quinua, bananos, yuca, cacao y otras muchas.

- Sabanas orientales: dentro de ellas distinguimos tres zonas: zona de bosque alto con predominio de palmeras cusi, motacú árboles de maderas duras como el colo, quina quina, yuayacán. En las sabanas propiamente tales, fuera de los pastos abundan árboles del género de las acacias. En las zonas pantanosas, la vegetación más singular es la de los bambúes gigantescos como la tacuara.

- Parque chaqueño: posee vegetación xerófila, consistente en cactos, como la carahuata, el sipoi; árboles como el cupesi (algarrobo blanco), cupesicho (algarrobo negro), toboroche (palo borracho), quebracho, guayacán o palo santo, diversos tipos de palmeras, y arbustos como el mistol y tusca.

- Estepa valluna: a causa de su moderada humedad la vegetación es de tipo xerófilo. Árboles típicos nativos son: el molle, el algarrobo, el churqui, el tarco y el chañar. Entre las cactáceas tenemos una gran variedad, siendo la más espectacular el cacto del candelabro. Entre las plantas alimenticias autóctonas encontramos el maíz, la papa, tomate, el ají, el locoto y frutas la tuna y el tumbo.

- Frente subandino: por su menor humedad, la vegetación diferenciada corresponde a la parte sur del frente, desde Santa Cruz a la frontera con Argentina.

Según la altura se distinguen cinco pisos: 
1. de 450 a 800 m s.n.m.: bosques de laurel tropical
2. de 800 a 1200 m s.n.m.: bosques de mirtáceas
3. de 1200 a 1800 m s.n.m.: bosques de nogal y pino
4. de 1400 a 2700 m s.n.m.: bosques de aliso
5. sobre los 2700 m s.n.m.: bosques de kehuiña

Entre los árboles maderables encontramos al cuchi, al carapaú, al tajibo, al cedro, al algarrobo, etc.
- Altiplano: es muy pobre en árboles, solo se encuentra la kishuara, la kehuiña y la cantuta. Entre los arbustos destacan la thola y la yareta. La Puya raimondii es la más espectacular, aunque abunda más el cacto de calendabro. Tenemos además el ichu o paja brava, y la totora en las regiones lacustres. Entre las plantas alimenticias autóctonas señalaremos la papa, de la que existen más de 250 variedades, la oca, la papaliza (enlace roto disponible en Internet Archive; véase el historial, la primera versión y la última). y la quinua.

- Datos: Q5862848
- Multimedia: Flora of Bolivia / Q5862848